# Kjellbergstjärnen (Frostvikens socken, Jämtland)
Kjellbergstjärnen är en sjö i Strömsunds kommun i Jämtland och ingår i Ångermanälvens huvudavrinningsområde. Kjellbergstjärnen ligger i Frostvikenfjällen Natura 2000-område.